# Liste des sénateurs des Pyrénées-Atlantiques
| Sénateur            | Groupe | Première élection |
| ------------------- | ------ | ----------------- |
| Frédérique Espagnac | PS     | 2011              |
| Denise Saint-Pé     | MoDem  | 2017              |
| Max Brisson         | LR     | 2017              |

## Conseil des Anciens(27/10/1795-26/12/1799)
- Pierre Bergeras
- Antoine Conte
- Henri Fargues
- Dominique Joseph Garat
- Pierre-Clément de Laussat
- Arnaud Jean Meillan

## Scrutin du 30 janvier 1876
- Jules de Lestapis
- Adolphe Daguenet
- Elie de Gontaut-Biron

## Scrutin du 8 janvier 1882
- Marcel Barthe
- Louis Jacques Lacaze
- Michel Renaud

## Scrutin partiel du 26 avril 1885
Ce scrutin fut organisé pour pourvoir au remplacement de Michel Renaud, mort:
- Jean-Baptiste Plantié

## Scrutin partiel du 9 mars 1890
Ce scrutin fut organisé pour pourvoir au remplacement de Jean-Baptiste Plantié, mort :
- Séraphin Haulon

## Scrutin du 4 janvier 1891
- Marcel Barthe
- Séraphin Haulon
- Louis Vignancour

## Scrutin du 28 janvier 1900
- Séraphin Haulon
- Justin Quintaà
- Martial Berdoly

## Scrutin partiel du 28 octobre 1900
Ce scrutin fut organisé pour pourvoir au remplacement de Justin Quintaà, mort:
- Jean Cassou

## Scrutin partiel du 7 janvier 1906
Ce scrutin fut organisé pour pourvoir au remplacement de Martial Berdoly, mort:
- Damien Catalogne

## Scrutin partiel du 11 mars 1906
Ce scrutin fut organisé pour pourvoir au remplacement de René Cassou, mort:
- Joseph de Gontaut-Biron

## Scrutin du 3 janvier 1909
- Damien Catalogne
- Henri Faisans
- Pierre Forsans

## Scrutin du 11 janvier 1920
- Damien Catalogne
- Albert Le Barillier
- Henri Faisans

## Scrutin partiel du 16 juillet 1922
Ce scrutin fut organisé pour pourvoir au remplacement d'Henri Faisans, mort :
- Louis Barthou

## Scrutin du 29 janvier 1927
- Léon Bérard
- Damien Catalogne
- Louis Barthou

## Scrutin partiel du 9 décembre 1934
Ce scrutin fut organisé pour pourvoir au remplacement de Damien Catalogne et Louis Barthou, morts :
- Jean Lissar
- Auguste Champetier de Ribes

## Scrutin du 14 janvier 1936
- Léon Bérard
- Auguste Champetier de Ribes
- Jean Lissar

## Scrutin du 8 décembre 1946
- Étienne Landaboure
- Jacques de Menditte

## Scrutin du 7 novembre 1948
- Jean Biatarana
- René Cassagne
- Jacques de Menditte

## Scrutin du 18 mai 1952
- Jean Biatarana
- Jacques de Menditte
- Jean-Louis Tinaud

## Scrutin du 8 juin 1958
- Jean Errecart
- Jacques de Menditte
- Jean-Louis Tinaud

## Scrutin du 26 avril 1959
- Guy Petit
- Jean Errecart
- Jean-Louis Tinaud

## Scrutin du 26 septembre 1965
- Guy Petit
- Jean Errecart
- Jean-Louis Tinaud

Emmanuel Lartigue devient sénateur le 23 juillet 1969 en remplacement de Jean-Louis Tinaud, nommé membre du gouvernement
Henri Sibor devient sénateur le 18 janvier 1971 en remplacement de Jean Errecart, mort

## Scrutin du 22 septembre 1974
- Pierre Sallenave
- Michel Labéguerie
- Guy Petit

Jacques Moutet devient sénateur le 29 juillet 1980 en remplacement de Michel Labéguerie, mort

## Scrutin du 25 septembre 1983
- Auguste Cazalet
- Franz Duboscq
- Jacques Moutet

## Scrutin du 27 septembre 1992
- Didier Borotra
- Auguste Cazalet
- Louis Althapé

## Scrutin du 23 septembre 2001
- Didier Borotra
- Auguste Cazalet
- André Labarrère

Annie Jarraud-Vergnolle devient sénateur le 17 mai 2006 en remplacement d'André Labarrère, mort

## Scrutin du 25 septembre 2011
- Frédérique Espagnac
- Georges Labazée
- Jean-Jacques Lasserre

## Scrutin du 24 septembre 2017
- Frédérique Espagnac
- Denise Saint-Pé
- Max Brisson

## Scrutin du 24 septembre 2023
- Frédérique Espagnac
- Denise Saint-Pé
- Max Brisson